# زبان روتنی
زبان روتنی یا روتنی باستان گروهی از زبان‌گونه‌های اسلاوی شرقی بود که در دوک‌نشین بزرگ لیتوانی و بعد در نواحی اسلاوی شرقی مشترک‌المنافع لهستان–لیتوانی رایج بود. گونه نوشتاری این زبان میان زبان‌شناسان لیتوانیایی و اروپای غربی به اسلاوی دیوانی معروف است.
میان پژوهشگران دربارهٔ مستقل بودن، یا گویش غربی یا مجموعه‌ای از گویش‌های اسلاوی شرقی باستان بودن روتنی اختلاف است، اما ارتباط نزدیک روتنی با اسلاوی شرقی باستان پذیرفته شده‌است. اسلاوی شرقی باستان در سده‌های ۱۰ تا ۱۳ میلادی زبان محاوره‌ای روس کیف بود. گویش‌های روتنی به مرور به زبان‌های امروزی بلاروسی، روسینی و اوکراینی تبدیل شدند.